# Zeltonossum
× Zeltonossum (abreviado Zts) es un híbrido intergenérico entre los géneros de orquídeas Miltonia × Odontoglossum × Zelenkoa. Fue publicado en Sander's List Orchid Hybrids Addendum 2002-2004: lxx (2005).